# Madera (Chihuahua)
Madera é uma cidade do estado de Chihuahua, no México.